# Mandalay Pictures
Mandalay Pictures (também conhecida como Mandalay Independent Pictures e Mandalay Vision) é estúdio de filme com sede em Los Angeles e subsidiária da Mandalay Entertainment. Surgiu em 1995 por Peter Guber, ex-presidente da Sony Pictures e da The Guber-Peters Company (um estúdio fundado por Guber e Jon Peters). O estúdio então fez um acordo a Sony Pictures para produzir filmes com a Columbia e TriStar Pictures.
De 1997 a 2002 foi propriedade da Lionsgate Entertainment. Em 2007, lançado sua própria divisão de produção de filmes independentes, Mandalay Independent Pictures, que foi renomeada para Mandalay Vision em 2010. O mascote de Mandalay é um tigre, que também aparece com frequência no logotipo estúdio.

## Filmografia selecionada
- The Fan (1996)
- Seven Years in Tibet (1997)
- I Know What You Did Last Summer (1997)
- Double Team (1997)
- Donnie Brasco (1997)
- I Still Know What You Did Last Summer (1998)
- Wild Things (1998)
- Medidas Desesperadas (1998)
- A Lenda do Cavaleiro sem Cabeça (1999)
- Enemy at the Gates (2001)
- The Score (2001)
- Divórcio de Milhões (2002)
- Amor sem Fronteiras (2003)
- Into the Blue (2005)
- Horns (2013)
- Nine Days (2020)